# Allorhynchium anomalum
Allorhynchium anomalum är en stekelart som beskrevs av Giordani Soika 1992. Allorhynchium anomalum ingår i släktet Allorhynchium och familjen Eumenidae. Inga underarter finns listade i Catalogue of Life.